# エドゥアール・ド・ロチルド (1868-1949)
エドゥアール・アルフォンス・ジェームス・ド・ロチルド男爵（仏: Le baron Édouard Alphonse James de Rothschild, 1868年2月24日 - 1949年6月30日）は、フランスの銀行家、馬主、貴族。
パリ・ロチルド家（英語読みでロスチャイルド家）嫡流の第3代当主。1906年から30年間、フランス銀行の理事を務めた。

## 経歴
アルフォンス・ド・ロチルド男爵の長男としてフランス・パリに誕生。パリ・ロチルド家の祖であるジェームス・ド・ロチルドの嫡孫にあたる。
乗馬に秀でており、1900年のパリ・オリンピックのポロ競技に出場し、彼の所属チームは銅メダルを獲得している（1900年夏季オリンピック・ポロ競技）。
1905年に父アルフォンスの死去でロチルド家の第3代当主となった。彼はロスチャイルド家第5世代によく見られる財産を食い潰す遊び人タイプであり、事業より趣味に走りがちだったという（彼の場合はとくに競馬）。20世紀に入ってから第二次世界大戦までロチルド家は衰退の一途を辿ったが、エドゥアールの凡庸さがその一因であったと考えられる。
第一次世界大戦後のフラン安定化論争では戦前の金レートを復活させることを求める「紙幣価値回復説」の主要論者だったが、ロチルド家の政界への影響力もこの頃にはすっかり衰えており、レイモン・ポアンカレ首相はエドゥアールの進言を却下して1928年に平価切り下げを断行している。
1937年にロチルド家所有の北部鉄道が国有化され、エドゥアールには補償金とフランス国鉄の株27万株が与えられた。はじめのうちエドゥアールは「略奪された」と文句を言っていたが、同鉄道は第一次世界大戦後のフランス経済の退潮の中で赤字が続いており、1928年には赤字総額が16億フランにも達していたため、ロチルド家にとっては重荷から解放されたという面もあった。国鉄の大株主となったエドゥアールは国鉄を持株会社とするようになった。
第二次世界大戦中にドイツ軍がフランスに侵攻してくると、妻とともにフランスを脱出し、アメリカ・ニューヨークで暮らす娘ジャクリーンのもとに身を寄せた。アメリカでは半ば隠遁した生活を送ったが、アメリカ大統領フランクリン・ルーズベルト夫妻とは親密な付き合いを続けた。エドゥアールは自分を受け入れてくれたアメリカ合衆国に感謝していたものの、アメリカで暮らし続けるのは嫌がっており、なるべく早期にフランスに帰国したがっていた。息子ギーによると、エドゥアールは物を倒した時に妻に「ご覧よ、ジェルメーヌ。フランスだったらこれは倒れなかっただろうに」と呟いたという。
フランスが解放されると帰国したが、息子ギーによるとその頃にはかなり耄碌していたという。1945年11月にはギーにロチルド銀行の持ち分の大半を譲っている。1949年6月末に81歳で死去し、ギーが正式にロチルド家の当主となった。

## 人物

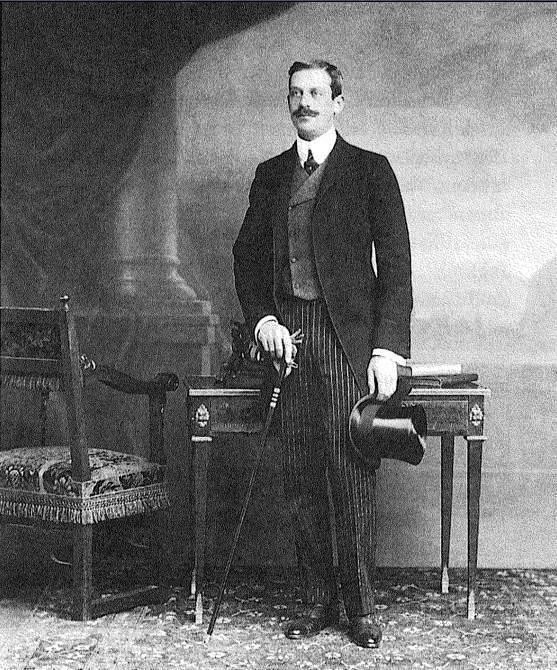
1900年頃のエドゥアール・ド・ロチルド

基本的には保守的な人物であり、第二次大戦前までは一貫して労働者運動や社会主義運動に否定的だった。しかし1941年に独ソが開戦したと知ると、ソ連の「民主的自由」を褒め称えた。
反ユダヤ主義への怒りは強く、そのことで何度か決闘を申し込んでいる。
競馬に熱心でマルセル・ブサック、レオン・ヴォルテラとともに第一次世界大戦後のフランス競馬界を牽引した。アルカンタラ、ラフアリナ、バブルズ、ブラントームなどの名馬を所有した。彼の持ち馬が凱旋門賞で二度優勝している。
カード遊びが好きでサンジェルマン大通りの「ヌヴォー・セルクル」でブリッジをやるのが日課だったという。またゴルフを愛し、ロチルド家所有のフェリエール宮殿には専用のゴルフ場があった。

## 家族
1905年にフランス・ユダヤ人のジェルメーヌ・アリス・アルファン（Germaine Alice Halphen）と結婚し、彼女との間に以下の4子を儲けた。
- 第1子（長男）：エドゥアール・アルフォンス・エミール・ライオネル（Édouard Alphonse Émile Lionel）(1906年-1911年)
- 第2子（次男）：ギー・エドゥアール・アルフォンス(1909年-2007年)：パリ・ロチルド家第4代当主
- 第3子（長女）：ジャクリーン・レベッカ・ルイーズ（フランス語版）(1911年-2012年)： チェロ奏者グレゴール・ピアティゴルスキーと結婚。
- 第4子（次女）：バテシバ・ルイーズ・エミリエ・ベアトリス（フランス語版）(1914年-1999年)